# Phalaenopsis robinsonii
Phalaenopsis robinsonii (можливі українські назви: фаленопсис Робінсона або фаленопсис Робінсон) — епіфітна трав'яниста рослина  родини орхідних, або зозулинцевих (Orchidaceae).
Вид не має усталеної української назви, в українськомовних джерелах зазвичай використовується наукова назва Phalaenopsis robinsonii. 

## Синонім
- Polychilos robinsonii Shim, (1982)

## Історія опису іетимологія
Рослину виявив ботанік С. Б. Робінсон у 1913 р. Описав Дж. Дж. Сміт по єдиному гербарному зразку в 1917 р. 
 Рослину названо на честь першовідкривача.

## Біологічний опис
Моноподіальний епіфіт середніх розмірів. 

Стебло коротке, приховане основами 4-5 листків.
Коріння гладке, товсте, добре розвинене. 

Листя товсте, овально-довгасте, загострене на кінцях, завдовжки більше 30 см, шириною 5,5 см. 

Квітконіс простий, нахилений, довжиною до 30 см. 

Квіти воскові, діаметром близько 3 см. Пелюстки злегка похилі, еліптичні, загострені, білі з бузковими або фіолетовими плямами. 

## Ареал, екологічні особливості
Зростає на острові Амбон (Індонезія).

Відноситься до числа видів, що охороняються (другий додаток CITES). 
 Чи існує цей вид в даний час, невідомо.